# Maniltoa grandiflora
Maniltoa grandiflora là một loài thực vật có hoa trong họ Đậu. Loài này được (A.Gray) Scheff. miêu tả khoa học đầu tiên.